# Podvin pri Polzeli
Podvin pri Polzeli – wieś w Słowenii, w gminie Polzela. 1 stycznia 2017 liczyła 280 mieszkańców.